# Луксембург
Луксембург, или званично Велико Војводство Луксембург (фр. Grand-Duché de Luxembourg), држава је на западу Европе са истоименим главним градом. Име Луксембург потиче од тврђаве Луцилинбурхук, око које се развио главни град. Луксембург је једино Велико војводство на свету.
По државном уређењу је парламентарна монархија на челу са великим војводом Анријем. Граничи се са Француском (дужина границе 73 km), Белгијом (148 km) и Немачком (138 km). Луксембург је с површином од 2586 km² друга најмања земља Европске уније.
Луксембург је једна од земаља оснивача Европске економске заједнице, организације која је претходник данашње Европске уније, а заједно са Белгијом и Холандијом чини земље Бенелукса. Од марта 1970. године, Луксембург је чланица „Organisation internationale de la Francophonie” (Међународне организације франкофонских земаља). Један је од оснивача НАТО савеза.

## Порекло имена
Назив Луксембург потиче од дворца Луцилинбурхук, касније познатог и као Lützelburg. То је мали дворац, око којег је изграђен данашњи град Луксембург. Луксембург је настао у некадашњем Светом римском царству као грофовија, а данас је последње велико војводство на свету.

## Географија
Луксембург је једна од најмањих држава у Европи. Рангиран је као 167. држава у свету по величини. Покрива око 2.586 km². На западу се граничи са белгијском провинцијом Луксембург, који је (са 4.443 km²) скоро двоструко већи од државе Луксембург.
По државном уређењу је парламентарна монархија на челу са Великим Војводом Хенријем. Граничи се са Француском (дужина границе 73 km), Белгијом (148 km) и Немачком (138 km). Луксембург је с површином од 2.586 km² друга најмања земља Европске уније.
Луксембург је једна од земаља оснивача Европске Економске Заједнице, организације која је претходник данашње Европске уније, и заједно са Белгијом и Холандијом чини земље Бенелукса. Од марта 1970. године, Луксембург је чланица Међународне организације франкофоних земаља). Један је од оснивача НАТО савеза.
Источну границу Луксембурга чине три реке, Мозел, Сауер и Оур.

### Положај
Државе са којима се Луксембург граничи су: Немачка, Француска и Белгија. Површина државе износи 2.586,4 km².

### Геологија и рељеф
Северним делом државе доминирају брда и ниске планине. Највиши врх је Кнајф, висок 560 метара. Бургплац је други по висини са 559 метара.

### Воде
Границу са Немачком чине три реке: Мозел, Зауер и Оур. Остале веће реке су Алзет, Атерт, Клерф и Вилц.

### Клима
Луксембург има океанску климу са великом количином падавина, најчешће крајем лета.

## Историја
Историја Луксембурга почиње са изградњом Луксембуршког замка године 963. Град се развио око ове тврђаве, која је постала средиште мале, али стратешки важне државе. Владајућа династија Луксембурга је ушла у кризу 1437, јер није имала мушког наследника. Током векова, Луксембуршка тврђава је дограђивана и проширивана. Њени господари били су Бурбони, Хабзбурзи, Хоенцолерни, и републикански Французи. После пораза Наполеона, Уговором у Паризу 1815, Луксембург је остао као спорна територија између Пруске и Холандије. На Бечком конгресу, Луксембургу је дат статус Великог војводства у персоналној унији са Холандијом. Луксембург је такође постао члан Немачке конфедерације, а пруске трупе су биле стациониране у тврђави.
Белгијска револуција из 1830–1839. знатно је смањила територију Луксембурга, јер је франкофонски западни део војводства постао Провинција Луксембург у Белгији. Луксембуршка независност је потврђена низом међународних уговора у 19. веку.
Холандски краљ је остао суверен Великог Војводства Луксембург, тј. Луксембург и Холандија су били у персоналној унији, све до 1890. Тада је умро краљ Виљем III, и холандски престо је наследила његова кћи Вилхелмина, док је Велики Војвода Луксембурга постао Адолф од Насау-Вајлбурга (право наслеђа у Луксембургу је имао само мушки потомак, по Салијском закону).
Луксембург је окупирала Немачка у току Првог светског рата, али је држава задржала своје политичке механизме. У Другом светском рату, Луксембург је формално постао део Трећег рајха 1942.
Влада Луксембурга у избеглиштву је прекинула традицију неутралности, и придружила се савезницима у борби против нацистичке Немачке. Мала група луксембуршких добровољаца се борила у бици за Нормандију. Луксембург је био један од оснивача Уједињених нација, 1946, НАТО-а, 1949, и Европске економске заједнице (данашња Европска унија), 1957. Године 1999, Луксембург је прихватио евро као своју валуту.

## Демографија

### Етничка припадност
Око 52% популације се изјашњава као Луксембуржани по подацима из 2023.
Популација Луксембурга нагло се повећава због масовног доласка миграната. 2013. године, у Луксембургу је живело 537.039 људи. Од тог броја, 44,5% били су имигранти. 16,4% се изјаснило као Португалци, 6,6% као Французи, 3,4% као Италијани, 3,3% као Белгијанци, 2,3% као Немци. Осталих 6,4% дошло је са простора ЕУ, док 6,1% није било са простора ЕУ.
Распадом Југославије, велики број људи из БиХ, Црне Горе и Србије дошао је у Луксембург. У Луксембург годишње дође око 10.000 нових имиграната.

### Језик
Луксембуршки је национални језик Луксембурга и матерњи је за 52% становништва. Француски и немачки су такође службени језици. Француски је матерњи за 16% становништва, а немачки за 2%. Иако је матерњи за само 16% стаовништва, француским језиком зна да говори 98% становништва Луксембурга. 16,4% становништва се изјаснило да им је матерњи језик португалски, док је за 13,6% популације матерњи језик био италијански, шпански, енглески итд.

### Религија
Према подацима из 2010. године, 70,4% становништва изјаснило се као хришћани, 2,3% као муслимани, 26,8% није изразило припадност ниједној религији, док је 0,5% припадало некој другој религији.

## Административна подела
Луксембург данас има дванаест званично признатих градских насеља. Упркос статус градова они нису урбанизована подручја. Они су слични општинама, али имају другачији правни статус.
| Грб | Име                                         | Кантон       | Окрузи      | Површина (km²) | Становништво (2023) |
| --- | ------------------------------------------- | ------------ | ----------- | -------------- | ------------------- |
|     | Дикирх Diekirch Dikrech                     | Дикирх       | Дикирх      | 12,42          | 7.295               |
|     | Диферданж Differdange Déifferdeng           | Еш-сур-Алзет | Луксембург  | 22,18          | 29.536              |
|     | Диделанж Dudelange Diddeleng                | Еш-сур-Алзет | Луксембург  | 21,38          | 21.953              |
|     | Ехтернах Echternach Iechternach             | Ехтернах     | Гревенмахер | 20,49          | 5.870               |
|     | Еш сир Алзет Esch-sur-Alzette Esch-Uelzecht | Еш-сур-Алзет | Луксембург  | 14,35          | 36.218              |
|     | Етелбрек Ettelbruck Ettelbréck              | Дикирх       | Дикирх      | 15,18          | 9.688               |
|     | Гревенмахер Grevenmacher Gréiwemaacher      | Гревенмахер  | Гревенмахер | 16,48          | 5.092               |
|     | Луксембург (град) Luxembourg Lëtzebuerg     | Луксембург   | Луксембург  | 51,46          | 132.778             |
|     | Рејмех Remich Réimech                       | Рејмех       | Гревенмахер | 5,29           | 4.015               |
|     | Румеланж Rumelange Rëmeleng                 | Еш-сур-Алзет | Луксембург  | 6,83           | 5.692               |
|     | Вијанден Vianden Veianen                    | Вианден      | Дикирх      | 9,67           | 2.203               |
|     | Вилц Wiltz Wolz                             | Вилц         | Дикирх      | 19,37          | 7.939               |

## Привреда
Луксембург је међу најбогатијим земљама на свету (по глави становника), седми по величини банкарски центар у свету и трећи у Европи после Лондона и Франкфурта. Пољопривреда. Луксембург има 23,8% ораница, 25,1% ливада и пашњака. Најважнија грана је млечно-месно сточарство. Производе јам, пшеницу, кромпир и раж. На падинама изнад долине Мозела узгајају се јабуке, шљиве, крушке, а имају и 1300 ха винограда. Луксембург има 34,2% листопадних шума.рударство и енергетика. Експлоатација гвоздене руде.Индустрија. Развијена црна металургија. Развијене су и друге индустрије: аутомобилска индустрија (фабрика аутомобила Генерал Моторс, фабрика аутомобилских гума Гоодиеар). Од свега најбољег развиле су се метална, хемијска, текстилна, стаклена, керамичка и прехрамбена индустрија. Туризам. Преовлађује једнодневни туризам, углавном из Немачке. Саобраћај. Развијен друмски, железнички, водни и ваздушни саобраћај (Међународни аеродром Луксембург).